# Anthostomella fausta
Anthostomella fausta är en svampart som beskrevs av Lar.N. Vassiljeva 1998. Anthostomella fausta ingår i släktet Anthostomella och familjen kolkärnsvampar.   Inga underarter finns listade i Catalogue of Life.